# لوئیس سیمینووچ
لوئیس سیمینووچ (انگلیسی: Louis Siminovitch؛ ‏ ۱ مهٔ ۱۹۲۰ – ۶ آوریل ۲۰۲۱) دانشمندی نامدار کانادایی در حوزهٔ زیست‌شناسی مولکولی و ژنتیک انسان بود. وی یکی از پیشگامان علم ژنتیک انسان محسوب می‌شود و پژوهش‌های مهمی در زمینهٔ اساس مولکولی دیستروفی ماهیچه‌ای و فیبروز سیستیک انجام داد و به ایجاد برنامه‌های علمی استان آنتِـریو جهت کشف ریشه‌های ژنتیکی سرطان کمک کرد.
پدر و مادر او از مهاجران اروپای شرقی بودند و خودش در مونترال زاده شد. پس از تحصیل در رشتهٔ شیمی از دانشگاه مک‌گیل در سال ۱۹۴۴ موفق به دریافت مدرک پی‌اچ‌دی خود شد. وی سپس به انستیتو پاستور در پاریس رفت. وی از سال ۱۹۴۶ تا ۱۹۸۵ در دانشگاه تورنتو کار می‌کرد. یکی از دانشجویان دکترای وی در آنجا جویس تیلور-پاپادیمیتریو بود. 
وی بنیان‌گذار دپارتمان ژنتیک بیمارستان کودکان ناخوش و رئیس آن میان سال‌های ۱۹۷۰ تا ۱۹۸۵ بود. وی یکی از بنیان‌گذاران و از سال ۱۹۸۳ تا ۱۹۹۴ مؤسسه ساموئل لاننفلد بیمارستان ماونت ساینای بود. او همچنین بنیان‌گذار و نخستین رئیس دپارتمان ژنتیک مولکولی دانشگاه تورنتو هم بود. او بیش از ۱۴۷ نوشته‌جات علمی، مرور جامع، و مقاله در ژورنال و کتاب‌ها نوشته است. در سال ۱۹۹۹ او به عنوان یک دانشیار خارجی و تنها عضو کانادایی در آکادمی ملی علوم ایالات متحده آمریکا انتخاب شد.
وی همچنین همکار انجمن سلطنتی بود و مدرک دکترای افتخاری از دانشگاه مموریال نیوفاندلند، دانشگاه مک‌مستر، دانشگاه مونترآل، دانشگاه مک‌گیل، دانشگاه وسترن انتاریو، دانشگاه تورنتو و دانشگاه گوئلف دریافت نمود.

## منتخبی از آثار منتشره
- Siminovitch, L., McCulloch, E.A., Till, J.E. (1963) The distribution of colony-forming cells among spleen colonies. Journal of Cellular and Comparative Physiology 62:327-36. [Link to article]
- Till, J.E., McCulloch, E.A., Siminovitch, L. (1964) A stochastic model of stem cell proliferation, based on the growth of spleen colony-forming cells. Proceedings of the National Academy of Sciences (USA) 51(1):29-36. [Link to article]
- McCulloch, E.A., Siminovitch, L., Till, J.E. (1964) Spleen-colony formation in anemic mice of genotype WWv. Science 144(1620):844-846. [Link to article]
- McCulloch, E.A., Siminovitch, L., Till, J.E., Russell, E.S., Bernstein, S.E. (1965) The cellular basis of the genetically determined hemopoietic defect in anemic mice of genotype Sl/Sld. Blood 26(4):399-410. [Link to article]
- Wu, A.M., Till, J.E., Siminovitch, L., McCulloch, E.A. (1968) Cytological evidence for a relationship between normal hematopoietic colony-forming cells and cells of the lymphoid system. J Exp Med 127(3):455-464. [Link to article]